# بچه‌های اکباتان
بچه‌های اکباتان به گروهی از ۶ جوان به نام‌های میلاد آرمون، علیرضا برمرزپوناک، حسین نعمتی، نوید نجاران، علیرضا کفایی و امیر محمد خوش‌اقبال است که به اتهام قتل آرمان علی‌وردی و محاربه در خیزش ۱۴۰۱ در شهرک اکباتان دستگیر شدند.

## دستگیری و دادگاه
پس از دستگیری از حق به‌کارگیری وکیل دلخواه خود سلب شده‌اند. صدا و سیمای جمهوری اسلامی ویدئویی از اعترافات اجباری میلاد آرمون پخش کرد. او در این ویدئو دست‌داشتن در قتل را قبول نمی‌کند و در مقابل هر سؤالی که از او پرسیده می‌شود، تأکید می‌کند که قاتل نیست و مرتکب این اقدام نشده است. با توجه به اتهام‌های واردشده به این شش نفر، احتمال صدور حکم اعدام یا قصاص وجود داشت.
کیفرخواستی با عناوین اتهامی زیر علیه این ۶ نفر صادر شده است:
- «محاربه»
- «تبلیغ علیه نظام»
- «ضرب و جرح عمدی»
- «مشارکت در قتل عمد»
- «اخلال در نظم عمومی»[۵]

وکیل حسین نعمتی گفت:
در جلسه دادرسی پس از اخذ اظهارات و آخرین دفاع به صورت ناگهانی مواجه با حضور مأمورین جهت تحت‌الحفظ قرار گرفتن متهمین شده که قرار وثیقه همگی ایشان فک و مبدل به قرار بازداشت شد. هیچ‌کدام از متهمین و وکلا آمادگی برای این مسئله نداشتند زیرا هیچگونه اتهام جدیدی به متهمین وارد نشده بود که بحث افزایش تأمین بتواند براساس دلایل قانونی مطرح باشد.
همچنین وکیل یکی دیگر از بازداشت‌شدگان اکباتان اعلام کرد:
چهار نفر از متهمان پرونده موسوم به «اکباتان» را قرار است در دادگاه انقلاب تحت عنوان محاربه محاکمه کنند. ما آن چهار نفر که آزاد نشدند را طی برگزاری دادگاه دیدیم و می‌دانیم چه حال بدی دارند که دوستانشان آزاد شدند و آنها هنوز در زندانند. به ویژه آن که این بچه‌ها در زندان قزل‌حصار هستند و هر هفته، یک نفر را در مقابل چشمانشان به سوئیت برای اجرای حکم اعدام منتقل می‌کنند.